# داود صلاح الدين
داود صلاح الدين (من مواليد 1950؛ يُكتب أحيانًا داوود صلاح الدين، ويُعرف أيضًا باسم حسن عبد الرحمن، وحسن تانتاي) هو إرهابي دولي إيراني ولد في الولايات المتحدة، وعمل لاحقًا في الجيش، وكذلك في التعليم، كمصمم مواقع ويب، في السينما والتلفزيون. اعتنق الإسلام في عام 1980 وقتل علي أكبر طباطبائي في نفس العام في منزله في بيثيسدا بولاية ماريلاند؛ وكان طباطبائي منشقًا إيرانيًا ومنتقدًا لروح الله الخميني. تم نفي داود إلى الجمهورية الإسلامية الإيرانية.  
صلاح الدين هو آخر شخص معروف رأى روبرت ليفينسون، عميل مكتب التحقيقات الفيدرالي الذي اختفى منذ عام 2007.